# Гастон Бійот
Гастон Анрі Густав Бійот (фр. Gaston Henri Gustave Billotte; 10 лютого 1875, Соммваль, Франція — 23 травня 1940 , Іпр, Бельгія) — французький воєначальник, генерал армії (1933). На початку Другої світової війни командував 1-ю британо-французькою групою армій на Західному фронті. Був розбитий в ході Французької кампанії. Загинув в автокатастрофі.

## Біографія
Народився в міщанській родині. У французькому війську служив з 1893 року. Закінчив військову школу Сен-Сір у 1896 році. Після закінчення навчання служив в Індокитаї, брав участь у придушенні боксерського повстання в Китаї. У 1909 році закінчив військовий коледж, після чого командував батальйоном колоніальних військ у Тонкіні. Із 1913 року служив у Марокко.
Учасник Першої світової війни з 1915 року. У званні полковника командував бригадою. В кінці війни служив у Генеральному штабі.
У 1919—1920 роках очолював французьку військову місію у Польщі. Мав звання бригадного генерала польської армії.
У міжвоєнний період очолював 10-ту колоніальну дивізію, командував французькими військами у Сирії та Тунісі. У 1930—1932 роках — головнокомандувач французьких колоніальних військ в Індокитаї.
Із 1933 року — член Верховної військової ради Франції. Перед початком Другої світової війни Бійот подав заяву про відставку, але військовий міністр відмовився її задовольнити.

### Друга світова війна
Із початком Другої світової війни генерал Бійот став командувачем 1-ї групи армій, у яку входили Британські експедиційні сили (БЕС), 1-ша, 2-га, 7-ма і 9-та французькі армії. 10 травня 1940 року почалося німецьке вторгнення до Франції та країн Бенілюксу. За планом французького верховного командування війська Бійота вступили на територію Бельгії, щоб зупинити німецький наступ. Однак, німецькі танкові сили нанесли головний удар не в Бельгії, а в Арденнах і прорвали оборону французів. Незабаром німці оточили союзників в районі Дюнкерка.
Бійот втратив управління військами. Дізнавшись про поразку своїх військ Бійот самоусунувся від командування. Генерал боявся прийняти які-небудь рішення. Контрудари по німецьким військам довелося організовувати британському генералу Айронсайду.
21 травня 1940 року генерал Бійот потрапив в автокатастрофу і через два дні помер у госпіталі в Іпрі (Бельгія).

## Вищі військові звання
- полковник (1916)
- бригадний генерал (1920; також мав аналогічне звання у польській армії)
- дивізійний генерал (1927)
- корпусний генерал (1930)
- генерал армії (1933).

## Нагороди
Був нагороджений рядом французьких та іноземних нагород. Зокрема він був нагороджений орденом Почесного легіону (Франція) та орденом Бані (Велика Британія).